# دونا فيكك
دونا فيكك (بالكرواتية: Donna Vekić)‏ مواليد 28 يونيو 1996 في أوسييك، كرواتيا، هي لاعبة كرة مضرب كرواتية بدأت مسيرتها كمحترفة سنة 2012. تلعب باليد اليمنى وتحتل حالياً المرتبة 90 (21 مارس 2016) في تصنيف رابطة محترفات كرة المضرب. أعلى تصنيف لها في الفردي كان 62. أعلى تصنيف لها في الزوجي كان 310.

## النهائيات

### الفردي (4–7)
| الحصيلة | الرقم | التاريخ        | الدورة                     | الأرضية | المنافس              | النتيجة            |
| ------- | ----- | -------------- | -------------------------- | ------- | -------------------- | ------------------ |
| الوصافة | 1.    | 18 أبريل 2011  | هفار، كرواتيا              | ترابية  | إما برجيتش بوكو      | 5–7, 6–7(2–7)      |
| الفوز   | 1.    | 25 يوليو 2011  | تشيسوك، المملكة المتحدة    | صلبة    | بوجانا بوبوسيك       | 3–6, 6–3, 6–3      |
| الوصافة | 2.    | 15 أغسطس 2011  | وستند، بلجيكا              | صلبة    | لو جياجينغ           | 4–6, 6–7(4–7)      |
| الوصافة | 3.    | 17 أكتوبر 2011 | لاغوس، نيجيريا             | صلبة    | يلينا سفيتولينا      | 4–6, 3–6           |
| الوصافة | 4.    | 24 أكتوبر 2011 | لاغوس، نيجيريا             | صلبة    | تامارين هندلر        | 4–6, 5–7           |
| الفوز   | 2.    | 19 مارس 2012   | بنغالور، الهند             | صلبة    | أندريا كوخ بنفنوتو   | 6–2, 6–4           |
| الوصافة | 5.    | 16 أبريل 2012  | نمنكان، أوزبكستان          | صلبة    | أولغا بوتشكوفا       | 6–3, 3–6, 2–6      |
| الفوز   | 3.    | 14 مايو 2012   | فرغانة، أوزبكستان          | صلبة    | ناديا كيتشينوك       | 6–2, 6–2           |
| الوصافة | 6.    | 16 يوليو 2012  | كامبوس دو جورداو، البرازيل | صلبة    | ماريا إيروغيين       | 5–7, 0–6           |
| الوصافة | 7.    | 23 يوليو 2012  | ريكسهام، المملكة المتحدة   | صلبة    | كارينا ويثوفت        | 2–6, 7–6(7–4), 2–6 |
| الفوز   | 4.    | 22 أبريل 2013  | إسطنبول، تركيا             | صلبة    | إليزافيتا كوليتشكوفا | 6–4, 7–6(7–4)      |

## الخط الزمني للأداء
مفتاح
| ف | ن | ن.ن | ر.ن | د# | د.م | ل | أ.أ | ت | غ | ب | ف | ذ | م.خ | ل.ت |

(ف) فاز بالبطولة (ن) وصل النهائي (ن.ن) نصف النهائي (ر.ن) ربع النهائي (د#) الأدوار الأربعة الأولى (د.م) دور المجموعات (ل) شارك في كأس ديفيز (أ.أ) خرج من الأدوار الاولى (ت) خسر التصفيات التأهيلية (غ) غاب عن الحدث أو البطولة (ب) حصل على ميدالية برونزية (ف) حصل على ميدالية فضية (ذ) حصل على ميدالية ذهبية (م.خ) بطولة الماسترز خُفضت إلى مرتبة أقل (ل.ت) البطولة لم تعقد في السنة المعينة.
لتجنب الارتباك وازدواجية الحساب، يتم تحديث هذه المعلومات إما في نهاية البطولة، أو عندما تكون مشاركة اللاعب في البطولة قد انتهت.

### الفردي
| الدورة            | 2012 | 2013 | 2014 | 2015 | 2016 | ف-خ  |
| ----------------- | ---- | ---- | ---- | ---- | ---- | ---- |
| أستراليا المفتوحة | غ    | د2   | د1   | د1   | د1   | 1–4  |
| فرنسا المفتوحة    | غ    | د1   | د1   | د3   | بلا  | 2–3  |
| بطولة ويمبلدون    | غ    | د1   | د2   | ت2   | بلا  | 1–2  |
| أمريكا المفتوحة   | ت3   | د2   | د1   | ت2   | بلا  | 1–2  |
| فوز-خسارة         | 0–0  | 2–4  | 1–4  | 2–2  | 0–1  | 5–11 |

## وصلات خارجية
- دونا فيكك على موقع رابطة محترفات التنس (الإنجليزية)
- دونا فيكك على موقع الاتحاد الدولي لكرة المضرب (الإنجليزية)
- دونا فيكك على موقع كأس بيلي جين كينغ (الإنجليزية)
- دونا فيكك على موقع بطولة ويمبلدون (الإنجليزية)
- دونا فيكك على موقع خلاصة التنس.كوم (الإنجليزية)
- دونا فيكك على موقع إي إس بي إن.كوم (الإنجليزية)
- دونا فيكك على موقع اللجنة الأولمبية الدولية (الإنجليزية)
- دونا فيكك على موقع أوليمبيديا (الإنجليزية)

- الموقع الرسمي